# Anemone polycarpa
Anemone polycarpa är en ranunkelväxtart som beskrevs av William Edgar Evans. Anemone polycarpa ingår i släktet sippor, och familjen ranunkelväxter. Inga underarter finns listade i Catalogue of Life.